# بخش بدائون
بخش بدائون (هندی: बदायूँ जिला) از بخش‌های ایالت اوتار پرادش هند است.